# Link (canção)
"Link" é o vigésimo nono single da banda japonesa L'Arc~en~Ciel, lançado em 20 de julho de 2005 e incluído no álbum Kiss. É a segunda música da banda a ser usada na franquia Fullmetal Alchemist, após "Ready Steady Go", servindo como tema de abertura do filme Fullmetal Alchemist the Movie: Conqueror of Shamballa. A segunda faixa "Promised Land 2005" é uma regravação de uma música mais antiga feita pelo P'unk~en~Ciel. O single chegou à 2ª posição na parada Oricon.

## Faixas
Todas as letras escritas por Hyde. 
| N.º            | Título                                               | Música         | Duração |  |
| 1.             | "Link"                                               | Tetsu          | 4:45    |  |
| 2.             | "Promised Land 2005"                                 | Ken            | 4:33    |  |
| 3.             | "Link" (Hydeless version)                            | Tetsu          | 4:44    |  |
| 4.             | "Promised Land 2005" (Tetsu P'unk Vocalless version) | Ken            | 4:33    |  |
| 5.             | "Promised Land 2005" (Tetsu P'unkless version)       | Ken            | 4:33    |  |
| Duração total: | Duração total:                                       | Duração total: | 23:10   |  |

## Desempenho
| Parada (2005) | Melhor posição |
| ------------- | -------------- |
| Oricon        | #2             |

## Ficha técnica
- Hyde – vocais
- Ken – guitarra
- Tetsu – baixo
- Yukihiro – bateria